# Marija Trmčić
Marija Trmčić (serbisch-kyrillisch Марија Трмчић; * 20. Oktober 1986) ist eine Skirennläuferin aus Serbien.

## Karriere
Die Studentin startet fast ausschließlich in Slalom sowie Riesenslalom und nimmt vor allem an FIS-Rennen und niederrangigen Universitätsrennen teil. Im Weltcup startete sie erst ein Mal, ohne sich für den zweiten Durchgang zu qualifizieren. Größter sportlicher Erfolg war 2006 die Teilnahme an den Olympischen Spielen von Turin als Mitglied der Mannschaft von Serbien und Montenegro. Im Slalom erreichte sie dort Rang 46. 2007 in Åre und 2009 in Val-d’Isère nahm Trmčić an Weltmeisterschaften teil. Bei drei Starts erreichte sie nur einmal als 51. des Riesenslaloms von Åre das Ziel. 2010 nahm sie für Serbien an den Olympischen Winterspielen in Vancouver teil, schied aber im ersten Slalomdurchgang aus. 2008 wurde Trmčić serbische Slalom-Meisterin. Ihre letzten internationalen Rennen bestritt Trmčić im März 2012, seither ist sie nicht mehr in Erscheinung getreten.

## Erfolge

### Olympische Winterspiele
- Turin 2006: 46. Slalom
- Vancouver 2010: DNF Slalom

### Weltmeisterschaften
- Åre 2007: 51. Riesenslalom, DNF Slalom
- Val-d'Isère 2009: DNF Slalom

### Juniorenweltmeisterschaften
- Maribor 2004: DNF Riesenslalom, DNF Slalom, DNS Super-G

### Universiaden
- Bardonecchia 2007: 43. Riesenslalom, DNF Slalom
- Harbin 2009: 18. Slalom, 37. Riesenslalom.

### Sonstige Erfolge
- 5 Siege bei FIS-Rennen